# Diskagma
A Diskagma ("lemez-szerű töredék") egy kérdéses paleoproterozoikumi (2200 millió éves) nem Dél-Afrikából, és jelentős mivel a legöregebb valószínű eukarióta, és legkorábbi bizonyíték a szárazföldi életre.

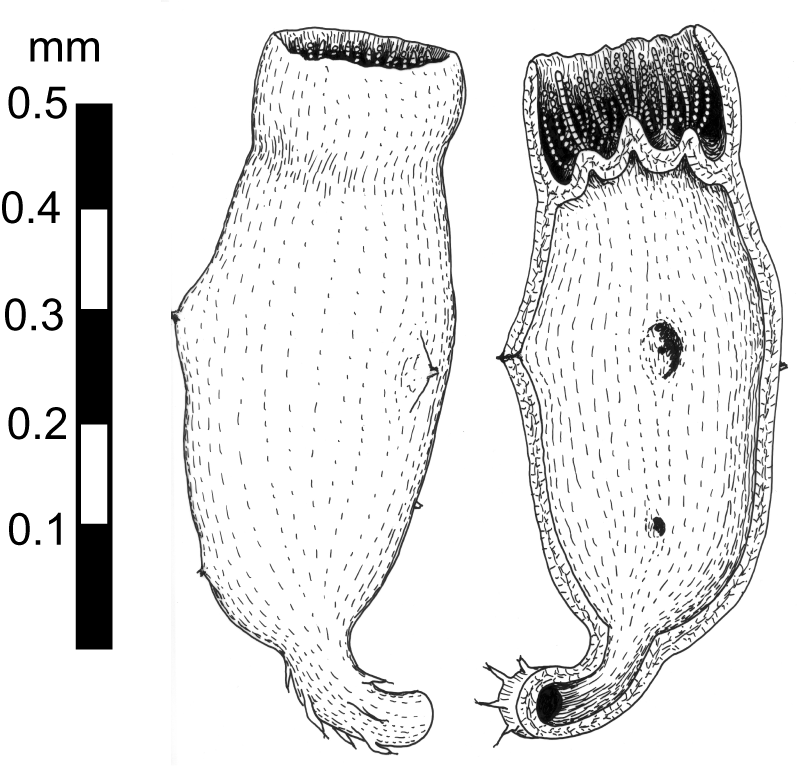
Diskagma buttonii rekonstrukció

## Leírása

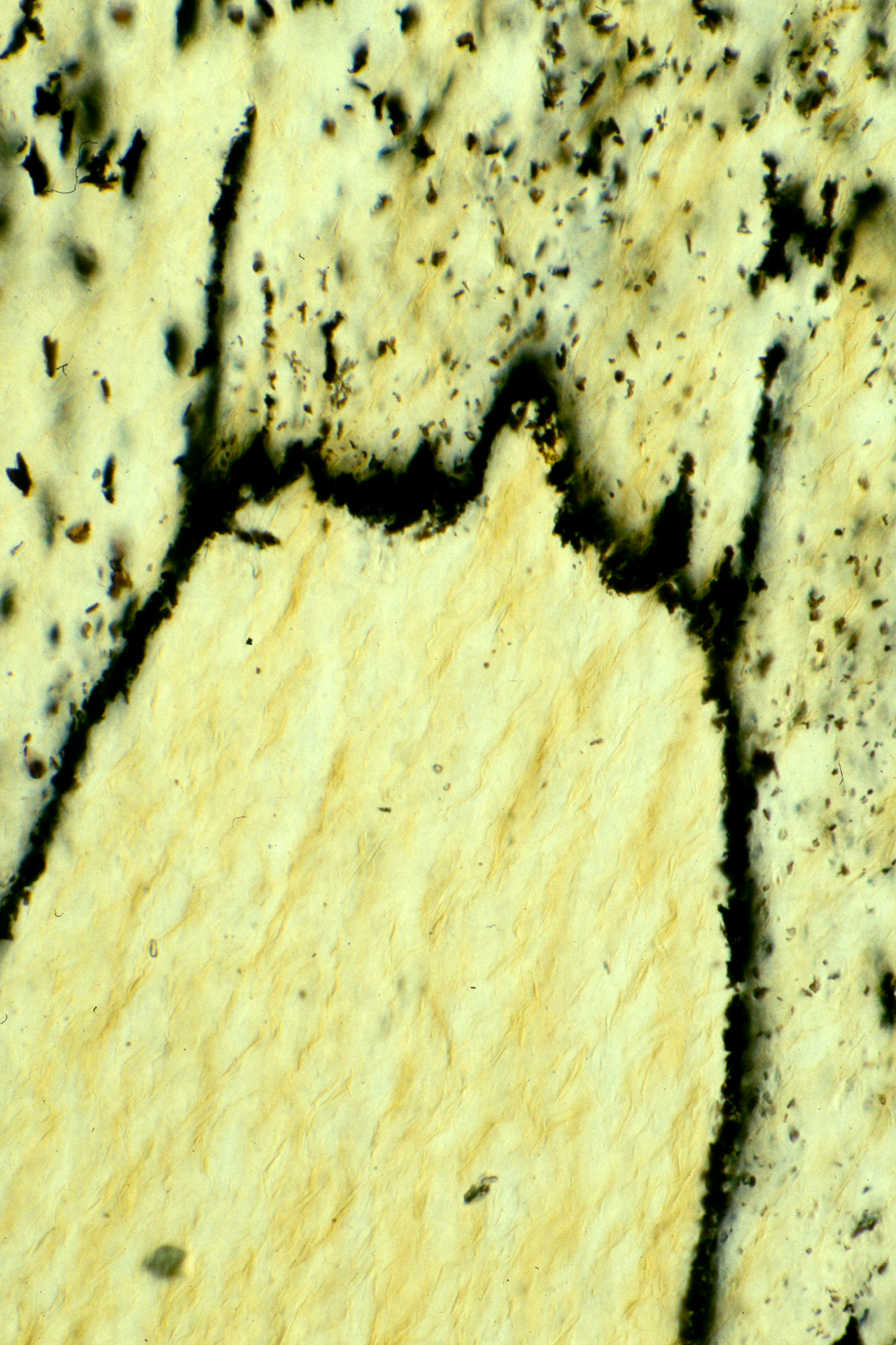
Rosszul konzerválódott fonalas szerkezetek a Diskagma buttoniicsúcsán

A Diskagma buttonii egy kis kövület kevesebb mint 1 mm hosszú, egy vertiszol paleotalajban találták. A kövületek alakja olyan mint egy urnának apikális csészével ami meg van töltve fonalas szerkezetekkel amiknek a pontos természete bizonytalan. Az alapja ezeknek az üreges urnáknak egy üreges csőrendszer volt túlfutva a paleotalajon és az urnákat csoportokba kapcsolta össze. A Diskagma falainak szétszórtan elhelyezkedő tüskéi vagy cső alakú nyúlványai voltak.

## Osztályozás
Problematikus kövület mivel az előtt nevezték hogy megértették volna hogy milyen rendszertani csoportba tartozik. A mérete és a komplexitása azt sugallja hogy a citoszkeleton komplexitásának foka az eukariótákban találttal egyezett meg, de előbb élt mint a másik legkorábbi eukaróta jelölt a Grypania ami 1,8 milliárd éves, és a 2,2 milliárd év sokkal korábbi mint az eukarióták 1,6 milliárd éves molekuláris óra becslése. Másik hasonló kövület a Horodyskia. A mérete és az üreges alakja miatt hasonlít az élő Geosiphon gombára, ami a Nostoc cianobaktériummal él endoszimbiózisban. Azonban apikális csésze és fonalak nem láthatók a modern Geosiphonon.

## Paleokörnyezeti jelentősége
A paleoproterozoikumi nagy oxigenizációs esemény alatt élt, amikor feltűnően nőtt a légköri oxigénszint az Archaikummal összehasonlítva. Ha mint az élő  Geosiphonnak a Diskagma központi ürege is otthont adott egy fotoszimbiontának, akkor hozzájárulhatott a légköri oxigénszint növekedéséhez. Bár a prekembriumi tájakat szokás olyan sivárnak tekinteni mint a Mars felszínét a Diskagma bizonyíték a nagyon korai szárazföldi életre. Továbbá a 2200 millió éves Diskagma nagyobb volt mint az egykorú Gunflint Chert tengeri mikrobái és komplexebb mint a sztromatolitok.